# Јукатанска струја
Јукатанска струја настаје од вода Карипске струје и делом од вода Северноекваторијалне струје, тј. њеног мањег крака који пролази између Великих Антила. Ова топла морска струја преноси воде из Карипског мора у Мексички залив, кроз Јукатански пролаз. Захвата дубину од 1000—1500 метара. Након проласка кроз мореуз, струја се рачва у два крака — леви, који храни воде Мексичке струје и десни крак који храни воде Флоридске струје, од које настаје чувена Голфска струја.